# Kalabagh
Kalabagh o también llamada Kālābāgh (Urdu: کالا باغ ) es una ciudad del Distrito de Mianwali en la provincia de Punyab, en Pakistán. Está situada en la ribera occidental del Río Indo. Este es el sitio de la Kalabagh Dam, una represa muy importante de la zona que brinda fluido eléctrico y agua a sus usuarios.

## Historia
Kalabagh se convirtió en un pequeño estado gobernado por Nawab después del derrumbamiento del Imperio mongol. Sikh conquistó el estado de Kalabagh, pero los Británicos restauraron más adelante el estado de Kalabagh después de que derrotaran a Sikhs. El Nawab de Kalabagh gobernó el estado de Kalabagh hasta las crisis de Baghochi Mahaz.

## Kalabagh Dam
El proyecto inició en 1953, fue considerado básicamente como un proyecto del almacenamiento por encontrarse en un lugar de irrigación necesaria, y por consiguiente, los aumentos rápidos en el costo de energía han reforzado la prioridad del dique grandemente como un proyecto de importancia para la comunidad.  
El papel del proyecto se finalizó en marzo de 1984, con la ayuda del Programa de Desarrollo de Naciones Unidas, dirigido por el Banco Mundial, para el WAPDA de Pakistán.